# Помічник-консультант народного депутата України
Помічник-консультант народного депутата України ( Партія Регіонів)

## Правовий статус
Народний депутат України може мати до тридцяти одного помічника-консультанта. 
Помічником-консультантом народного депутата України може бути лише громадянин України, який має середню спеціальну чи вищу освіту і вільно володіє державною мовою.
Помічник-консультант народного депутата України працює:
- за строковим трудовим договором на постійній основі чи за сумісництвом або
- на громадських засадах.

Помічники-консультанти народного депутата України, які працюють у місті Києві за строковим трудовим договором на постійній основі, можуть прикріплюватися для кадрового та фінансового обслуговування до Апарату Верховної Ради України.

## Права і обов'язки
Помічник-консультант народного депутата України має право
1. входити й перебувати у приміщеннях Верховної Ради України за пред'явленням посвідчення помічника-консультанта, дотримуючись встановленого порядку;
2. доступу в приміщення центральних та місцевих органів виконавчої влади, органів місцевого самоврядування за посвідченням помічника-консультанта;
3. бути присутнім на пленарних засіданнях Верховної Ради України у відведених для цього місцях;
4. бути присутнім на засіданнях комітетів або тимчасових спеціальних чи тимчасових слідчих комісій Верховної Ради України за письмовим дорученням народного депутата України та згодою голови комітету чи тимчасової спеціальної або тимчасової слідчої комісії;
5. бути присутнім на засіданнях місцевих органів виконавчої влади та органів місцевого самоврядування;
6. безоплатно користуватися інформаційними базами даних, телекомунікаційними мережами Верховної Ради України та органів місцевого самоврядування в порядку, встановленому законодавством України;
7. на ознайомлення з актами, прийнятими Верховною Радою України, крім прийнятих на її закритих засіданнях, а також інформаційними і довідковими матеріалами, що офіційно поширюються Верховною Радою України, Президентом України, органами виконавчої влади, органами місцевого самоврядування;
8. одержувати за письмовим зверненням народного депутата України в органах виконавчої влади, органах місцевого самоврядування, об'єднаннях громадян, на державних підприємствах, в установах і організаціях у встановленому порядку необхідні народному депутату України для здійснення його депутатських повноважень документи, інформаційні та довідкові матеріали;
9. одержувати надіслану на ім'я народного депутата України поштову й телеграфну кореспонденцію, відправляти її за дорученням народного депутата України;
10. оголошувати підготовлені народним депутатом України письмові пропозиції, звернення, заяви та інші документи на засіданнях місцевих органів виконавчої влади, органів місцевого самоврядування або подавати їх у письмовій формі;
11. за письмовим зверненням народного депутата України та за згодою керівників органів виконавчої влади, органів місцевого самоврядування, державних підприємств, установ, організацій користуватися копіювально-розмножувальною та обчислювальною технікою.

Помічник-консультант народного депутата України зобов'язаний
1. при виконанні своїх обов'язків не допускати дій, що можуть негативно впливати на виконання повноважень народного депутата України, утримуватися від заяв та вчинків, що компрометують народного депутата України;
2. дотримуватися високої культури спілкування з посадовими особами і громадянами, працівниками Апарату Верховної Ради України, органів виконавчої влади, органів місцевого самоврядування, підприємств, установ, організацій та об'єднань громадян;
3. за дорученням народного депутата України вивчати питання, необхідні народному депутату України для здійснення його депутатських повноважень, готувати по них відповідні матеріали;
4. допомагати народному депутату України в організації проведення звітів і зустрічей з виборцями, трудовими колективами підприємств, установ, організацій;
5. виконувати доручення народного депутата України у взаємовідносинах з виборцями, а також з органами виконавчої влади, органами місцевого самоврядування, засобами масової інформації, об'єднаннями громадян, підприємствами, установами та організаціями;
6. допомагати народному депутату України під час особистого прийому ним виборців у розгляді звернень громадян, вирішенні порушених ними питань;
7. допомагати народному депутату України в розгляді надісланих на його ім'я поштою або поданих на особистому прийомі виборцями пропозицій;
8. узагальнювати звернення виборців, інформувати народного депутата України про підсумки узагальнень;
9. за дорученням народного депутата України брати участь в організації вивчення громадської думки, потреб і запитів виборців, вносити йому пропозиції щодо шляхів їх вирішення;
10. вести діловодство відповідно до вимог Інструкції з діловодства у Верховній Раді України, затвердженої відповідним Розпорядженням Голови Верховної Ради України;
11. забезпечувати схоронність документів, що надходять на ім'я народного депутата України, контролювати своєчасне надходження відповідей на депутатські звернення;
12. надавати народному депутату України організаційно-технічну та іншу необхідну допомогу при здійсненні ним депутатських повноважень.

## Підбір кандидатур на посаду
Підбір кандидатур на посаду помічника-консультанта, організацію їх роботи та розподіл місячного фонду оплати праці здійснює особисто народний депутат України.
Народний депутат України самостійно визначає кількість помічників-консультантів, які працюють за строковим трудовим договором на постійній основі, за сумісництвом і на громадських засадах у межах загального фонду, які встановлюються йому для оплати праці помічників-консультантів Постановою Верховної Ради України.

## Забезпечення
Розмір загального фонду оплати праці помічників-консультантів народного депутата України встановлюється Верховною Радою України.
У межах загального фонду, встановленого йому для оплати праці помічників-консультантів, народний депутат України самостійно:
- визначає кількість помічників-консультантів, які працюють за строковим трудовим договором на постійній основі чи за сумісництвом або на громадських засадах;
- здійснює розподіл місячного фонду заробітної плати помічників-консультантів, що не може бути нижчим за встановлену законом мінімальну заробітну плату;
- надає помічникам-консультантам матеріальну допомогу для вирішення соціально-побутових питань.

Помічнику-консультанту народного депутата України, який прикріплений для кадрового та фінансового обслуговування до Апарату Верховної Ради України, надається одне постійне робоче місце у службовому кабінеті народного депутата України.
Помічник-консультант народного депутата України може бути направлений народним депутатом України у відрядження для виконання робіт, пов'язаних із здійсненням його депутатських повноважень.
За письмовим поданням народного депутата України помічник-консультант народного депутата України отримує посвідчення про відрядження та кошти на зазначені цілі за розпорядженням керівництва Апарату Верховної Ради України, виконавчого органу місцевого самоврядування, в штаті яких він перебуває, або за місцем постійної роботи, визначеним народним депутатом України при прийнятті його на роботу.
Канцелярські, поштові, телеграфні й телефонні витрати помічника-консультанта народного депутата України, пов'язані з виконанням покладених на нього обов'язків, оплачуються безпосередньо народним депутатом України за рахунок коштів, передбачених на виконання депутатських повноважень.

## Припинення роботи на посаді
Крім загальних підстав, передбачених Кодексом законів про працю України, помічник-консультант народного депутата України може бути звільнений:
1. за письмовим поданням народного депутата України
2. у разі припинення повноважень народного депутата України - з дати їх припинення.

Помічнику-консультанту народного депутата України, звільненому у зв'язку із закінченням строку повноважень народного депутата України, надається попередня або рівноцінна робота (посада), якщо до прийняття на роботу помічником-консультантом він працював в органах державної влади або в органах місцевого самоврядування.

## Інше
У разі затримання, арешту, притягнення помічника-консультанта народного депутата України до кримінальної відповідальності правоохоронні органи зобов'язані невідкладно повідомити про це народного депутата України.
Помічник-консультант народного депутата України має посвідчення, що підтверджує його особу та повноваження, та використовує його у випадках, передбачених законодавством.
Посвідчення помічника-консультанта народного депутата України видається Апаратом Верховної Ради України за письмовим поданням народного депутата України.
У разі звільнення помічника-консультанта народного депутата України з посади його посвідчення вважається недійсним і він зобов'язаний повернути його до Апарату Верховної Ради України.